# Alexander Calandrelli
Alexander Calandrelli (9 de maio de 1834 – 26 de maio de 1903) foi um escultor alemão.
Sepultado no Cemitério de Wilmersdorf em Berlim.